# Rivetina caucasica
La Rivetina caucasica es una especie de mantis religiosa del género Rivetina.